# はなうた (FLOWER FLOWERの曲)
「はなうた」は、日本のロックバンド・FLOWER FLOWERの楽曲。同バンド3枚目のシングルとして2020年8月19日にソニー・ミュージックレーベルズの内部レーベルであるソニー・ミュージックレコーズのロック部門レーベル・gr8!recordsからCDがリリースされた。

## 解説
前作「マネキン」から約3年ぶりのリリースとなるシングル。
シングルは初回生産限定盤と通常盤の2形態でのリリースとなる。初回限定盤はCDとBlu-ray2枚組仕様で、初のデジタル配信ライブ「インコの気まぐれLive on 2020.06.14」のライブ映像が収められる。
個性的なクラフトビールと個性的なアーティストがコラボレーションするプロジェクト「Craft Beer Music Project」の第3弾として、制作過程ではリモート作業も取り入れながら、『僕ビール君ビール』のコラボソングとして書き下ろされた。変わっていく日常を気分軽く過ごしていけるようなイメージの軽快な楽曲とポップなアートワークとなっている。
今回のコラボレーションでは、『僕ビール君ビール』の缶にFLOWER FLOWERのインコのキャラクターも登場したスペシャルなコラボデザイン缶が、7月下旬より全国のローソン・ナチュラルローソン・ポプラ酒類取扱い店舗にて数量限定で順次発売されるほか、8月中旬にはオンラインでのコラボイベントも予定されている。

## 収録曲

### 曲解説
1. はなうた
2. シンディ

### 収録内容
| 全作詞: yui、全編曲: FLOWER FLOWER。 |              |      |               |
| #                                    | タイトル     | 作詞 | 作曲          |
| 1.                                   | 「はなうた」 | yui  | yui           |
| 2.                                   | 「シンディ」 | yui  | FLOWER FLOWER |

| #  | タイトル     | 作詞 | 作曲・編曲 |
| -- | ------------ | ---- | ---------- |
| 1. | 「神様」     |      |            |
| 2. | 「夢」       |      |            |
| 3. | 「旅の途中」 |      |            |